# Cuamba
Cuamba – zwischen 1952 und 1976 Nova Freixo – ist eine Stadt (município) in der Provinz Niassa im Norden Mosambiks und Sitz des gleichnamigen Distrikts. Sie gehört zu den größten Städten der Provinz Niassa und ist ein wichtiger Verkehrsknotenpunkt im Nacala-Korridor zwischen dem Indischen Ozean, Nampula und Malawi.

## Geographie
Cuamba liegt im Norden Mosambiks und befindet sich im Süden Provinz Niassa unweit der Grenze zum Nachbarland Malawi am Fluss Lúrio. Es ist das größte urbane Zentrum Niassas nach der Provinzhauptstadt Lichinga. In Cuamba leben etwa 88.032 Einwohner (2010), bei der Volkszählung 1997 verzeichnete das Nationale Amt für Statistik 59.396 Einwohner.
Die Stadt hat eine Fläche von 131,4 km². In der Nähe von Cuamba liegt der Monte Namuli.

## Geschichte

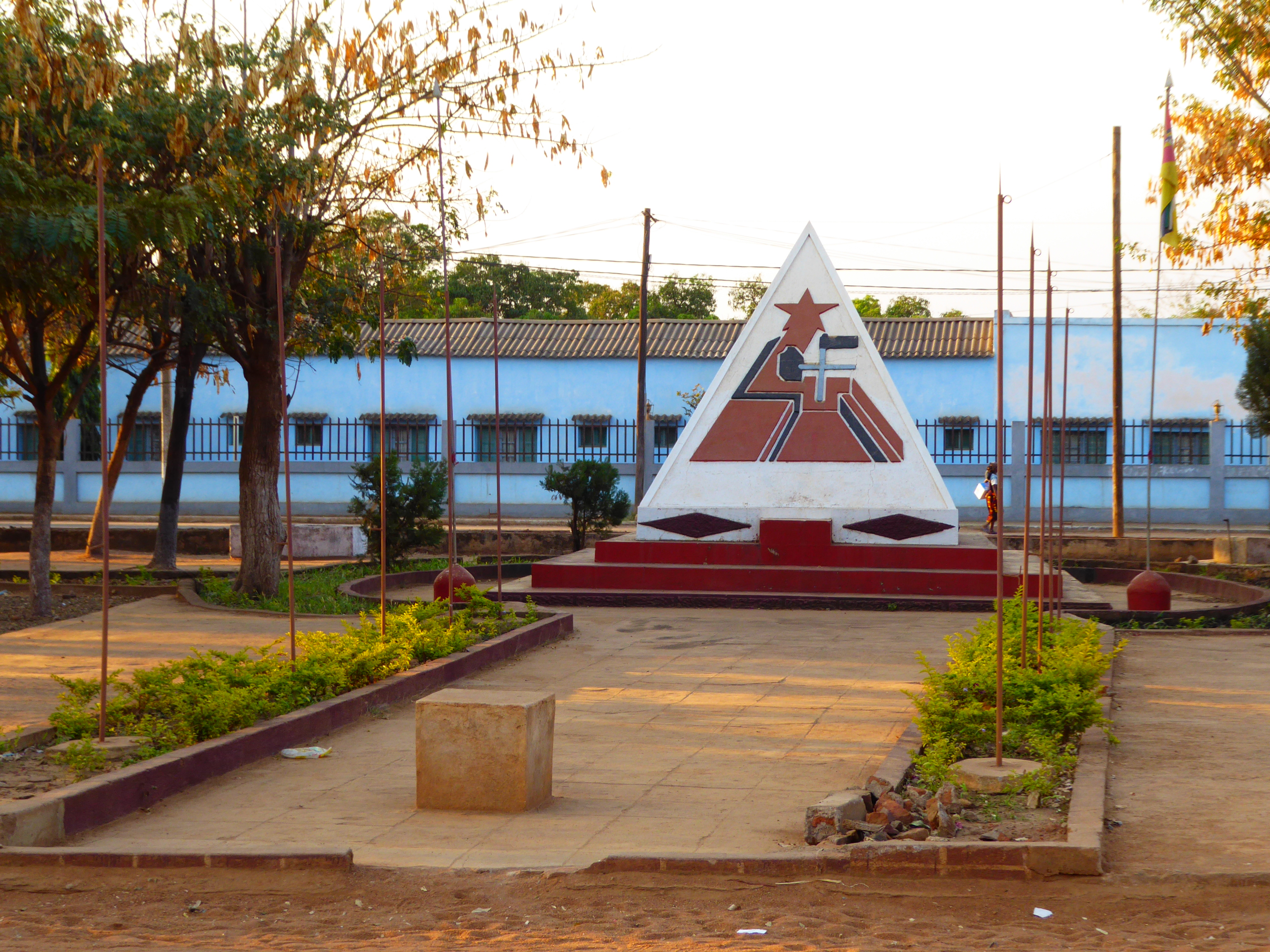
Denkmal für die mosambikanischen Helden („Heróis Moçambicanos“) in Cuamba

Die Companhia de Niassa – kolonialer Konzessionär für die Ausbeutung der Provinzen Niassa und Cabo Delgado – gründete den Ort Cuamba 1906 als Militärstützpunkt. Der Name Cuamba (damals noch „Kuamba“) bezog sich auf ein kleines Stammesfürstentum der Gegend.
1952 änderte die portugiesische Kolonialverwaltung den Namen des Ortes in „Nova Feixo“ als Ehrung der portugiesischen Stadt Freixo de Espada à Cinta, Geburtsort des Kolonialgouverneurs Sarmento Rodrigues (1899–1979). Nach der Unabhängigkeit Mosambiks 1975, erhielt Cuamba seinen ursprünglichen Namen im Jahr 1976 zurück.
1971 erhielt der Ort das Stadtrecht seitens der Kolonialverwaltung.
Im Zuge der Dezentralisierungsbemühungen Mosambiks begann die Zentralregierung in den 1990er Jahren sog. Munizipe (municípios) zu schaffen. Die Zentralregierung schuf 1997 das Munizip von Cuamba. Damit verbunden erhielt die Bevölkerung der Stadt das Recht den Stadtrat (concelho municipal) selbst zu wählen. In allen Lokalwahlen seit 1998 gewann die Regierungspartei FRELIMO die Lokalwahlen in Cuamba. Seit einer vorzeitigen Wahl im Januar 2015 regiert Zacarias Filipe (FRELIMO) die Stadt, die Wahl gewann er mit 58,86 % der abgegebenen Stimmen.

## Bildung
Die Katholische Universität von Mosambik unterhält in einem renovierten Kasernengebäude in Cuamba die agrarwissenschaftliche Fakultät mit 25 Professoren und 343 Studenten.

## Wirtschaft und Infrastruktur

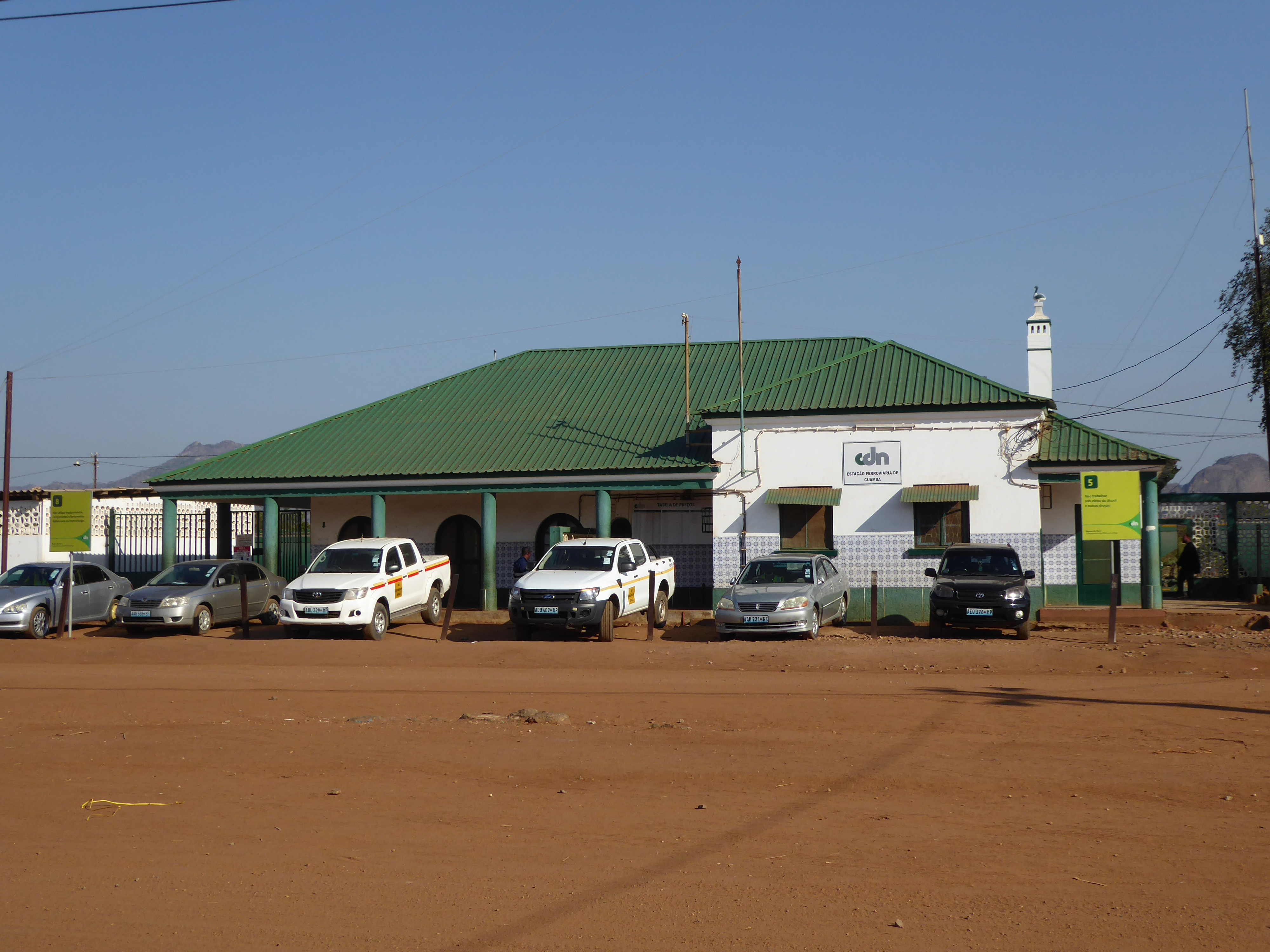
Bahnhof von Cuamba, Ausgangspunkt für Züge nach Lichinga und Nampula

Cuamba hat in den nahgelegenen Bergen ein eigenes Wasserkraftwerk zur Stromerzeugung. Die Stadt liegt an der Eisenbahnstrecke Nacala–Nampula–Tete (via Malawi), des Weiteren beginnt die Zweigstrecke nach Lichinga in Cuamba. Außerdem liegt Cuamba an der Nationalstraße EN8 nach Nampula und Lichinga. Die EN8 ist in der Provinz Niassa nicht asphaltiert, trotz Versprechen der Zentralregierung.
Des Weiteren besitzt Cuamba einen kleinen Flughafen mit einer 2800 Meter langen Landebahn, wird jedoch von keiner kommerziellen Fluggesellschaft angeflogen.
Als wichtigster Wirtschaftsstandort der Gegend besitzt der Ort unter anderem auch mehrere Banken (Millennium bim, BCI, Standard Bank, Moza Banco), Tankstellen und weitere Geschäfte.